# Donguila
Donguila är en ort i Gabon. Den ligger i provinsen Estuaire, i den nordvästra delen av landet, 40 km sydost om huvudstaden Libreville. Donguila ligger 23 meter över havet och antalet invånare är 600. Orten ligger vid Gabonviken och är känd för sin katolska missionsskola.